# Wólka Kijewska
Wólka Kijewska – osada w Polsce położona w województwie warmińsko-mazurskim, w powiecie oleckim, w gminie Olecko.
W latach 1975–1998 miejscowość należała administracyjnie do województwa suwalskiego.